# Кантойра
Кантойра (итал. Cantoira) — коммуна в Италии, располагается в регионе Пьемонт, в провинции Турин.
Население составляет 541 человек (2008 г.), плотность населения составляет 24 чел./км². Занимает площадь 23 км². Почтовый индекс — 10070. Телефонный код — 0123.
Покровителями коммуны почитаются святые апостолы Пётр и Павел, празднование 29 июня.

## Демография
Динамика населения:

## Администрация коммуны
- Официальный сайт: http://www.comune.cantoira.to.it/ Архивная копия от 26 апреля 2010 на Wayback Machine